# Virtus Pallacanestro Bologna 2000-2001
Questa voce raccoglie le informazioni riguardanti la Virtus Pallacanestro Bologna nelle competizioni ufficiali della stagione 2000-2001.

## Stagione
La stagione 2000-2001 della Virtus Pallacanestro Bologna sponsorizzata Kinder è la 65ª nel massimo campionato italiano di pallacanestro, la Serie A1.

## Roster
Aggiornato al 27 novembre 2020
| Kinder Virtus Bologna 2000-2001 | Kinder Virtus Bologna 2000-2001 |
| Giocatori                       | Staff tecnico                   |
| ------------------------------- | ------------------------------- |

| N. | Naz.                                        | Ruolo | Nome                  | Anno | Alt.   | Peso   |  |
| -- | ------------------------------------------- | ----- | --------------------- | ---- | ------ | ------ |  |
| 6  | Argentina (bandiera) · Italia (bandiera)    | AP    | Emanuel Ginóbili      | 1977 | 201 cm | 90 kg  |  |
| 7  | Italia (bandiera)                           | G     | Alessandro Abbio      | 1971 | 193 cm | 85 kg  |  |
| 8  | Italia (bandiera)                           | P     | Davide Bonora         | 1973 | 188 cm | 84 kg  |  |
| 9  | Jugoslavia (bandiera)                       | AC    | Nikola Jestratijević  | 1976 | 210 cm | 106 kg |  |
| 10 | Argentina (bandiera) · Italia (bandiera)    | G     | Hugo Sconochini       | 1971 | 194 cm | 98 kg  |  |
| 11 | Italia (bandiera)                           | GA    | Fabrizio Ambrassa     | 1969 | 197 cm | 94 kg  |  |
| 12 | Italia (bandiera)                           | AC    | Alessandro Frosini    | 1972 | 209 cm | 110 kg |  |
| 13 | Australia (bandiera) · Danimarca (bandiera) | AC    | David Andersen        | 1980 | 213 cm | 111 kg |  |
| 14 | Francia (bandiera)                          | P     | Antoine Rigaudeau (C) | 1971 | 201 cm | 95 kg  |  |
| 15 | Stati Uniti (bandiera)                      | C     | Rashard Griffith      | 1971 | 211 cm | 125 kg |  |
| 16 | Italia (bandiera)                           | G     | Cristian Akrivos      | 1983 | 191 cm | 84 kg  |  |
| 16 | Italia (bandiera)                           | G     | Gianluca Ghedini      | 1982 | 182 cm |        |  |
| 17 | Italia (bandiera)                           | A     | David Brkic           | 1982 | 208 cm | 105 kg |  |
| 18 | Slovenia (bandiera)                         | A     | Matjaž Smodiš         | 1979 | 205 cm | 110 kg |  |
| 19 | Italia (bandiera)                           | C     | Paolo Barlera         | 1982 | 216 cm | 114 kg |  |
| 20 | Jugoslavia (bandiera) · Grecia (bandiera)   | PG    | Marko Jarić           | 1978 | 201 cm | 95 kg  |  |
| -  | Italia (bandiera)                           | C     | Alessandro Bruno      | 1984 | 206 cm |        |  |

| Allenatore                                                          |
| - Ettore Messina                                                    |
| Assistente/i                                                        |
| - Giordano Consolini - Emanuele Molin Legenda - (C) Capitano Roster |

| Giocatori acquisiti a stagione in corso | Giocatori acquisiti a stagione in corso | Giocatori acquisiti a stagione in corso |
| Giocatore                               | il                                      | Da                                      |
| --------------------------------------- | --------------------------------------- | --------------------------------------- |
| Nikola Jestratijević                    | 12 ottobre                              | Železnik Belgrado                       |
| Fabrizio Ambrassa                       | 26 gennaio                              | Andrea Costa Imola                      |

## Mercato

### Sessione estiva
| Acquisti | Acquisti         | Acquisti          | Acquisti   | Acquisti |
| R.a      | Nome             | da                | Modalità   |          |
| -------- | ---------------- | ----------------- | ---------- | -------- |
| AP       | Emanuel Ginóbili | Viola R. Calabria | definitivo |          |
| C        | Rashard Griffith | Tofaş Bursa       | definitivo |          |
| A        | Matjaž Smodiš    | Krka Novo mesto   | definitivo |          |
| PG       | Marko Jarić      | Fortitudo Bologna | definitivo |          |

| Cessioni | Cessioni          | Cessioni            | Cessioni       | Cessioni |
| R.       | Nome              | a                   | Modalità       |          |
| -------- | ----------------- | ------------------- | -------------- | -------- |
| AP       | Predrag Danilović |                     | ritirato       |          |
| C        | Michael Andersen  | Peristeri           | fine contratto |          |
| PG       | Fabio Ruini       | Treviglio           | fine contratto |          |
| AG       | Nikos Oikonomou   | Olympiakos          | fine contratto |          |
| C        | Augusto Binelli   | Pr. Castel Maggiore | fine contratto |          |
| G        | Darnell Mee       | Adelaide 36ers      | fine contratto |          |
| AP       | Luca Ansaloni     | Pall. Messina       | fine contratto |          |

## Risultati
- Serie A1:
  - stagione regolare:  1ª classificata su 18 squadre (29-5);
  - playoff:  Campione d'Italia (9-0)
- Coppa Italia: Vincente (3-0)
- Eurolega: Vincente (19-3)
- Supercoppa: finalista